# Paul de Ladmirault
Paul de Ladmirault (Montmorillon, 17 febbraio 1808 – Sillars, 1º febbraio 1898) è stato un generale francese.

## Biografia
Ladmirault nacque il 17 febbraio 1808 a Montmorillon da un'antica famiglia appartenente alla piccola nobiltà di Poitou. Suo padre aveva abbandonato la Francia allo scoppio della Rivoluzione francese.
Ladmirault frequentò la prestigiosa École spéciale militaire de Saint-Cyr dal 1826 (nella medesima classe del futuro maresciallo di Francia, François Certain Canrobert). Al suo diploma nel 1829, ottenne il grado di sottotenente del 63º reggimento di fanteria di linea. Nel 1831 venne promosso tenente del 67º reggimento di fanteria per poi essere inviato in Algeria dove rimase per i successivi 22 anni della sua carriera.
Venne promosso all'incarico di adjudant-major nel 1834, divenendo quindi capitano del corpo degli zuavi nel 1837, ed infine maggiore nel 1840. Nel medesimo anno venne trasferito al 2º battaglione di fanteria leggera e posto in carico della regione di Cherchell. Nominato tenente colonnello nel 1842, venne promosso al pieno rango di colonnello degli zuavi nel 1844 e poi a quello di generale di brigata nel giugno del 1848, posto al comando della provincia di Médéa. Nel 1852 venne richiamato in Francia e promosso generale di divisione il 14 gennaio 1853. Prese parte alla seconda guerra d'indipendenza italiana al comando della 2ª divisione del 1º corpo d'armata comandato dal maresciallo Achille Baraguey d'Hilliers, prendendo parte alla battaglia di Magenta e soprattutto alla battaglia di Solferino dove venne ferito per ben due volte.
Nel 1863 venne creato comandante della 2ª divisione della guardia imperiale francese, nel 1865 divenne vice-governatore dell'Algeria francese e quindi venne nominato senatore nel 1866. Dopo un periodo come comandante del campo militare di Châlons, assunse il comando del II corpo d'armata a Lilla nel 1867. Nel corso della guerra franco-prussiana venne posto al comando del IV corpo d'armata (l'Armata del Reno) prendendo parte alle battaglie di Mars-la-Tour e Saint-Privat; durante quest'ultimo scontro respinse l'attacco tedesco a Amanvillers. Dopo la capitolazione dell'esercito francese, ad ogni modo, divenne prigioniero di guerra dei tedeschi.
Venne liberato per prendere parte all'assalto contro la Comune di Parigi, durante il quale guidò l'assalto alla Porta di Saint-Ouen ed a Montmartre. Dopo la soppressione della Comune, venne nominato governatore militare di Parigi, incarico che mantenne sino al 1878. Succedette contemporaneamente a maresciallo Mac-Mahon come comandante dell'Armata di Versailles quando quest'ultimo divenne presidente di Francia. Senza successo tentò anch'egli la scalata alla presidenza nel 1879. Si ritirò a vita privata e morì a Sillars nel 1898.